# Izra (potok)
Izra je potok na východě Slovenska, teče na území okresů Košice-okolí a Trebišov. Je to významný pravostranný přítok Roňavy, měří 14,3 km a je tokem V. řádu. Na horním toku vzniklo zahrazením doliny toku stejnojmenné jezero. Na středním toku výrazněji meandruje a na dolním toku tvoří na cca 500 m dlouhém úseku státní hranici s Maďarskem.

## Pramen
Pramení v Slanských vrších na jihovýchodním úpatí Velkého Miliče 895 m v nadmořské výšce cca 535 m.

## Směr toku
Od pramene teče nejprve na východ, na horním toku se esovitě ohýbá a pokračuje znovu východním směrem. Před obcí Brezina mění směr toku a teče na jihovýchod, v blízkosti státní hranice teče opět k východu.

## Geomorfologické celky
- Slanské vrchy, podsestava Milič
- Východoslovenská pahorkatina, podsestava Podslanská pahorkatina

## Přítoky
- Pravostranné: přítok vtékající do jezera Izra, přítok zpod vrchu Tolvaj-hegy 670 m, dva přítoky ze severního svahu Lipovce 620 m; prameny na území Maďarska), krátký přítok ústící zprava při osadě Podhorie, Brezinský potok, Hečkovský potok, Byšta
- Levostranné: Malá Izra, přítok zpod kóty 313 m (ústí u osady Podhorie zleva) a občasný potok tekoucí obcí Kazimír

## Ústí
Izra ústí do Roňavy na okraji obce Michaľany v nadmořské výšce přibližně 123 m, na slovensko-maďarském pomezí.

## Obce
- Osada Podhorie
- Brezina
- Kazimír